# Ligne Aliakmon
La ligne Aliakmon est, pendant la bataille de Grèce, une ligne défensive d’environ 96 kilomètres entre les côtes de la mer Égée près du mont Olympe  et la frontière yougoslave, au nord d’Arnissa.
Elle devait être défendue par les troupes britanniques, mais en avril 1941, les troupes allemandes s’engouffrent entre la ligne Aliakmon et l’armée grecque concentrée plus à l’ouest, en Albanie.